# Fomento Econômico Mexicano
A FEMSA (acrônimo de Fomento Econômico Mexicano, S.A.B. de C.V., em espanhol: Fomento Económico Mexicano, S.A.B. de C.V.) (BMV: FEMSA, NYSE: FMX) é uma empresa mexicana de bebidas. 

## História
Em 1890, o Grupo Visa, hoje FEMSA, funda a Cervecería Cuauhtémoc, a primeira  cervejaria do México. Em 1979, FEMSA adquire a franquia de Coca-Cola na Cidade do México.
Em 1994, FEMSA adquire a franquia de Coca-Cola em Buenos Aires. No ano de 2003, Coca-Cola FEMSA integra às suas operações a Panamco, criando a maior companhia de bebidas da América Latina. 
Já em 2006, a FEMSA adquire o controle da Cervejarias Kaiser no Brasil – que se tornaria FEMSA Cerveja Brasil. Em 2007, acontece a aquisição de Sucos Del Valle em conjunto com The Coca-Cola Company.
No ano de 2008, é feita a aquisição da Remil (Refrigerantes Minas Gerais) e, em 2010, há a incorporação de FEMSA Cerveja Brasil em Heineken. No mesmo ano, a Coca-Cola FEMSA, em parceria com The Coca-Cola Company e outras franquias, adquire a Matte Leão. Em 2011, acontece a aquisição de projetos de produção de energia eólica, da Indústrias Lácteas Panameñas e do Grupo Tampico;
Em 2012 e 2013 foram acertados acordos de compra de franquias nas Filipinas, no Paraná e interior de São Paulo e hoje a FEMSA possui a maior fábrica de Coca-Cola do mundo em volume produzido, com 1,6 bilhão de litros. Com isso, se tornou a maior franquia independente de Coca-Cola em volume de produção.
Conta com aproximadamente 210 mil funcionários, atende a mais de 346 milhões de consumidores no mundo para Coca-Cola FEMSA e 9 milhões para FEMSA Comercio. 
A Coca-Cola FEMSA está presente em 10 países: México, Brasil, Guatemala, Nicarágua, Costa Rica, Panamá, Colômbia, Venezuela, Argentina, na América Latina, e também nas Filipinas. A Coca – Cola FEMSA Brasil, está presente em 6 estados brasileiros (São Paulo, Rio de Janeiro, Minas Gerais, Mato Grosso do Sul, Paraná e parte de Goiás), é a maior engarrafadora de Coca-Cola do Brasil.
Na indústria cervejeira é a segunda maior acionista da Heineken, uma das maiores cervejarias do mundo. Participa também do varejo com FEMSA Comércio, que opera em diferentes sequências de formato, como a OXXO destacando-se como a maior em crescimento na América Latina. Está entre os cinco maiores conglomerados empresariais do México, com cerca de 321 milhões de consumidores, e é a maior empresa de bebidas da América Latina. 